# Ảbanitis linklateri
Arbanitis linklateri là một loài nhện cửa sập bọc thép trong họ Idiopidae, và là loài đặc hữu của New South Wales.
Nó được Wishart và Rowell mô tả lần đầu tiên vào năm 2008 với cái tên Misgolas linklateri, nhưng đã được chuyển sang chi Arbanitis bởi Michael Rix và những người khác vào năm 2017.